# Penthouse Comix
Penthouse Comix fue una revista de cómic estadounidense, publicada por Penthouse International desde la primavera de 1994 hasta julio de 1998, y a partir de entonces por General Media Communications, compañía editora de la revista Penthouse. Fundada y dirigida por los escritores George Caragonne y Horatio Weisfeld, aguantó sólo 32 números ordinarios más un especial.
Tuvo, sin embargo, ediciones para otros países que duraron mucho más. Penthouse Comix se ha publicado en Inglaterra, Francia, Italia, Alemania, Nueva Zelanda, Australia, Sudáfrica y México.

## La versión española: 1994-2011
Fue editada por Blue Sky Ediciones, Europe Star Publicaciones y finalmente por MC Ediciones llegando a alcanzar 108 números. Acogió material de producción propia, como "Cicca, la chica Dum-Dum, tercera colaboración conjunta de Carlos Trillo y Jordi Bernet.
| Años      | Números | Título                    | Guionista                 | Dibujante                    | Procedencia |
| --------- | ------- | ------------------------- | ------------------------- | ---------------------------- | ----------- |
| 1994      | 1       | Buen lugar, mal momento   | Horacio Altuna            | Horacio Altuna               |             |
| 1994      | 1-      | El joven Capitán Aventura | George Caragonne/Thornton | Adam Hughes                  |             |
| 1994      | 1-      | Vástagos                  | George Caragonne          | Kevin Nowlan                 |             |
| 1994      | 1-      | Libby en el mundo perdido | Ray Weisfield             | Arthur Suydam                |             |
| 1994      | 1       | Bethlehem Steele          |                           | Garry Leach                  |             |
| 1994      | 1       | Hotblood                  |                           | Arthur Suydam, Jordan Raskin |             |
| 1994      | 1-      | Doctora Dare              | George Caragonne          | Gray Morrow                  |             |
| 1994      | 2       | Click 3                   | Milo Manara               | Milo Manara                  |             |
| 1994      | 2       | Mascotas                  | John Nubbin               | John Hunter, Dan DeCarlo     |             |
| 1996      | 15-20   | Denz                      | Jan Strnad                | Richard Corben               |             |
| 2002-2003 | 53-57   | Iván Piire                | Carlos Trillo             | Jordi Bernet                 | Splatter    |
| 2003-2011 | 58-105  | Cicca Dum-Dum             | Carlos Trillo             | Jordi Bernet                 | Penthouse   |